# Catàleg d'estels
Un catàleg d'estels és un catàleg astronòmic format per una llista d'estels. En astronomia es fa referència a una estel esmentant els nombres o designacions d'un catàleg. Hi ha gran quantitat de catàlegs d'estels que han estat construïts amb diferents finalitats al llarg dels anys, aquest article fa una relació d'alguns dels més esmentats. La majoria dels catàlegs més recents es poden trobar en format electrònic i es poden aconseguir del Centre Astronòmic de Dades de la NASA, i d'altres llocs (vegeu els enllaços externs al final).

## Catàlegs històrics
Sembla que el primer catàleg del món fou creat per Gan De, un astrònom xinès en el segle iv aC.
El primer catàleg d'occident es va fer per Timocharis d'Alexandria amb l'ajuda d'Arístil·los. Uns 150 anys després aquest catàleg seria usat per Hiparc de Nicea per a determinar el valor de la precessió dels equinoccis. El catàleg d'Hiparc (del 129 aC) esmentava 1.080 estels.
També s'ha de deixar constància de l'Almagest fet per Claudi Ptolemeu, l'any 128, que comprèn 1.028 astres.
El següent catàleg d'estels de què tenim constància històrica és el d'Ulugh Beg, de 1437, amb 1.018. Com es pot veure, cada vegada anam a menys, i més si es té en compte que Tycho Brahe, el 1598 publicarà el seu catàleg del miler d'estels, en realitat 1.004. S'haurà d'esperar el 1603 en què Johann Bayer publicarà Uranometria, una obra que, amb 1.200 estels, supera per primera vegada l'obra d'Hiparc.

## Els catàlegs de Bayer i Flamsteed
Dos sistemes introduïts en els catàlegs històrics s'empren encara avui. El primer prové de l'obra de Bayer: Uranometria, ja esmentada, i correspon als estels més brillants. Aquests es designen per una lletra grega seguida del genitiu de la constel·lació en què es troben: per exemple, Alfa Centauri o Gamma Cygni. Vegeu: designació de Bayer per a més informació. El problema més gros que genera la designació de Bayer és causat pel nombre de lletres de l'alfabet grec (24). És fàcil acabar les lletres, com pot passar amb les constel·lacions grosses, com Argo Navis. Bayer allargà les seves llistes fins a 67 estels usant primer les minúscules de l'alfabet llatí (de la 'a' fins a la 'z'), i després les majúscules (de la 'A' fins a la 'Z'). Qualcuna d'aquestes designacions ha sobreviscut. S'ha d'esmentar perquè ha servit com a punt d'inici de la designació d'estels variables, que comença a la 'R' passat per la 'Z', després 'RR', 'RS', 'RT' (...) 'RZ', 'SS', 'ST' (...) 'ZZ' i més enllà. Vegeu l'article per a més informació.
El segon sistema prové de l'obra de John Flamsteed Historia Coelestis Britannica. Fa servir el genitiu de la constel·lació com a final dels noms del catàleg, però usa nombres en lloc de l'alfabet grec posats al davant. Per exemple 61 Cygni o 47 Ursae Majoris; vegeu Designació de Flamsteed per a més informació.

### ADS
Catàleg d'estels dobles Aitken.
New general catalogue of double stars within 120 deg of the North Pole (1932, R. G. Aitken).
És una llista de 17.180 estels dobles del nord amb una declinació de - 30 graus.

### GJ, Gliese, Gl
El catàleg Gliese (més tard Gliese-Jahreiβ prova de relacionar tots els estels fins a 20 parsecs de la Terra. Les darreres edicions estengueren la cobertura a 25 parsecs. Els nombres estan en un rang 1.0-965.0 (nombres Gl) i pertanyen a la segona edició:
Catalogue of Nearby Stars (1969, W. Gliese).
Sembla que els nombres abans del punt representen estels que hi ha a la primera edició, mentre que el nombre amb un punt permet d'inserir nous estels a la segona edició sense desfer l'ordre desitjat. Aquest catàleg s'anomena CN52, encara que aquest nom no s'usa en els nombres de catàleg.
Els nombres del rang 9001–9850 pertanyen al suplement
Extension of the Gliese catalogue (1970, R. Woolley, E. A. Epps, M. J. Penston and S. B. Pocock).
Els nombres del rang 1000–1294 i 2001–2159 (nombres GJ) formen el suplement
Nearby Star Data Published 1969–1978 (1979, W. Gliese and H. Jahreiß).
El rang 1000–1294 representa estels pròximes, mentre que el nombres 2001–2159 representa probables estels pròxims. En la literatura, els nombres GJ a vegades s'estenen retroactivament als nombres Gl (car no s'encavalquen). Per exemple Gliese 436 pot fer referència tant a Gl 436 com a GJ 436.
Els nombres del rang 3001–4388 pertanyen a
Preliminary Version of the Third Catalogue of Nearby Stars (1991, W. Gliese and H. Jahreiß).
Encara que aquesta versió del catàleg es designa com a "preliminar", és encara l'actual d'ençà de març de 2006, i és esmentada com a CNS3. Relaciona un total de 3.803 estels. La majoria d'aquests estels ja tenen nombres GJ, però s'hi poden trobar també 1.388 estels que no tenen nombre (a més del Sol, que no ha de menester nombre). La necessitat de donar qualque nom en aquests 1.388 estels ha tingut el resultat que s'hagin numerat en el rang 3001‐4388 (nombres NN, per als que "no tenen nom"), i els arxius de dades d'aquest catàleg normalment inclouen aquests nombres. Un exemple d'aquests estels que s'esmenta sovint d'una d'aquests sense nombre oficial GJ és GJ 3021.

### GCTP
El Catàleg General de Paral·laxis Trigonomètriques, fou publicat primerament el 1952 i després superat pel Nou GCTP (actualment en la seva quarta edició), relaciona prop de 9.000 estels. Al contrari del Gliese, no pren una distància donada del Sol; més aviat prova de catalogar totes les paral·laxis conegudes. Dona les coordenades de l'època de 1900, la variació secular, el moviment propi, la paral·laxi mitjana absoluta i l'error estàndard, el nombre d'observacions de la paral·laxi, la qualitat de la integració de les diferents valors, la magnitud visual, i diferents identificacions encreuades amb altres catàlegs. També relaciona informació auxiliar, inclosa la fotometria UBV, els tipus espectrals MK, dades de la variabilitat i de la natura binària dels estels, òrbites (quan són disponibles), i informació miscel·lània per a ajudar a determinar l'exactitud de les dades.
William F. van Altena, John Truen-liang Lee and Ellen Dorrit Hoffleit, Yale University Observatory, 1995.

### Catàlegs d'estels amb moviment propi
Un mètode que se segueix sovint per a detectar els estels pròxims és cercar aquells que tenen un moviment propi relativament alt. Existeixen molts de catàlegs, dels quals es poden esmentar uns pocs. Els catàlegs de Frank Elmore Ross i Max Wolf van ser els pioners en aquest camp:
Ross, Frank Elmore, New Proper Motion Stars, twelve successive lists, The Astronomical Journal, Vol. 36 to 48, 1925-1939
Wolf, Max, "Katalog von 1053 stärker bewegten Fixsternen", Veröff. d. Badischen Sternwarte zu Heidelberg (Königstuhl), Bd. 7, No. 10, 1919; and numerous lists in Astron. Nachr. 209 to 236, 1919-1929
Més tard Willem Jacob Luyten crearia una sèrie de catàlegs:
L – Catàleg Luyten de Nanes Blanques amb moviment propi
Luyten, W. J., Proper Motion Survey with the forty-eight inch Schmidt Telescope, University of Minnesota, 1941 (General Catalogue of the Bruce Proper-Motion Survey)
LFT – Catàleg Luyten de les 5 dècimes
Luyten, W. J., A Catalog of 1849 Stars with Proper Motion exceeding 0.5" annually, Lund Press, Minneapolis (Mn), 1955 ()
LHS – Catàleg Luyten del mig segon 
Luyten, W. J., Catalogue of stars with proper motions exceeding 0"5 annually, University of Minnesota, 1979 ()
LTT – Catàleg Luyten de les dues dècimes
Luyten, W. J., Catalogue of stars with proper motions exceeding 0"2 annually, Univ. of Minnesota, 1980 ()
NLTT – Nou catàleg Luyten de les dues dècimes
Luyten, W. J., New Luyten Catalogue of stars with proper motions larger than two tenths of an arcsecond (NLTT), Univ. of Minnesota, 1979, suplement de 1980 ()
LPM – Catàleg Luyten d'estrelles amb moviment propi
Luyten, W. J., Proper Motion Survey with the 48 inch Schmidt Telescope, University of Minnesota, 1963-1981
Posteriorment, Henry Lee Giclas creà també una sèrie de catàlegs:
Giclas, H. L., i cols., Lowell Proper Motion Survey, Lowell Observatory Bulletins, 1971-1979 (l'anomenat a vegades Catàleg Giglas).()